# Mycobacterium tuberculosis
Mycobacterium tuberculosis (M. tb), известен също като бацил на Кох, е вид патогенна бактерия от семейство Mycobacteriaceae, причинител на туберкулозата.
Открита за първи път през 1882 г. от Робърт Кох, M. tuberculosis има необичайно, восъчно покритие върху клетъчната си повърхност главно поради наличието на миколова киселина. За идентифициране на M. tuberculosis с микроскоп се използват киселинноустойчиви оцветители като Цил-Нилсен или флуоресцентни оцветители като аурамин. Физиологията на M. tuberculosis е силно аеробна и изисква високи нива на кислород. Основно патоген в дихателната система на бозайниците, той заразява белите дробове. Най-често използваните диагностични методи за туберкулоза са кожен тест, киселинно-устойчиво оцветяване, посявка и полимеразна верижна реакция.
Геномът на M. tuberculosis е секвениран през 1998 г.